# Анафи
Анафи (на гръцки: Αναφή) е гръцки остров в Бяло море, част от архипелага Циклади. Намира се на 12 морски мили източно от остров Санторини. Площта му е около 38 km², дължина 10 km, ширина 7 km. Най-високият връх е Каламос – 584 m.
Съгласно преброяването на населението през 2001 г. на острова живеят 273 души. Основният поминък е свързан с туризъм и риболов.